# Valea Măcrișului, Ialomița
Valea Măcrișului este satul de reședință al comunei cu același nume din județul Ialomița, Muntenia, România.
În urma răscoalelor țărănești din 1888, s-a format satul Valea Măcrișului prin împroprietărirea cu teren a țăranilor. Astfel se explică forma regulată a loturilor de casă și traseul rectiliniu al străzilor din satul Valea Măcrișului.
Terenurile pe care se află acum satul au aparținut Mănăstirii "Sfântul Gheorghe cel Nou".
Numele satului vine de la măcrișul (Rumex acetosa) care acoperea în secolul trecut o vale de pe teritoriul său.
O legendă povestește că numele originar al satului era "Goala" deoarece fiica unui Morar a plecat peste cămpuri, goală. SCVM cls VII